# Spathia
Spathia é um género botânico pertencente à família Poaceae.